# Rhinolophus mitratus
Rhinolophus mitratus — вид рукокрилих родини Підковикові (Rhinolophidae).

## Поширення
Країни проживання: Індія (Біхар). В даний час відомий тільки по типовому зразку знайденому на висоті 300 метрів.

## Загрози та охорона
Загрози для цього виду невідомі.